# 草上の昼食 (モネの絵画)
『草上の昼食』（そうじょうのちゅうしょく、仏: Le Déjeuner sur l’herbe）は、フランスの画家クロード・モネが1865年から1866年に描いた絵画。

## 概要
エドゥアール・マネが描いた同名の『草上の昼食』（1863年）にインスピレーションを受けて描かれた作品であり、彼の代表作である。
若い紳士と淑女たちが森の中で昼食を楽しんでいる。ローストチキンなどの贅沢な料理がワインとともに白いテーブルクロスの上に並べられている。本作は、パリから南東へ60キロメートルほど行ったところにあるシャイイ＝アン＝ビエールが舞台となっている。
モネは当初、1866年のサロンに出品するために、縦4メートル強、横6メートル強にも及ぶ巨大な作品を製作していたが、結果的にその大作が出品されることはなく、モネ本人の手によって切断・分割されて、そのうちの中央部分と左部分の2つがパリにあるオルセー美術館に収蔵されている。
2018年に東京と大阪で開催された「プーシキン美術館展――旅するフランス風景画」では、『草上の昼食（習作）』が日本で初めて公開された。

## 習作

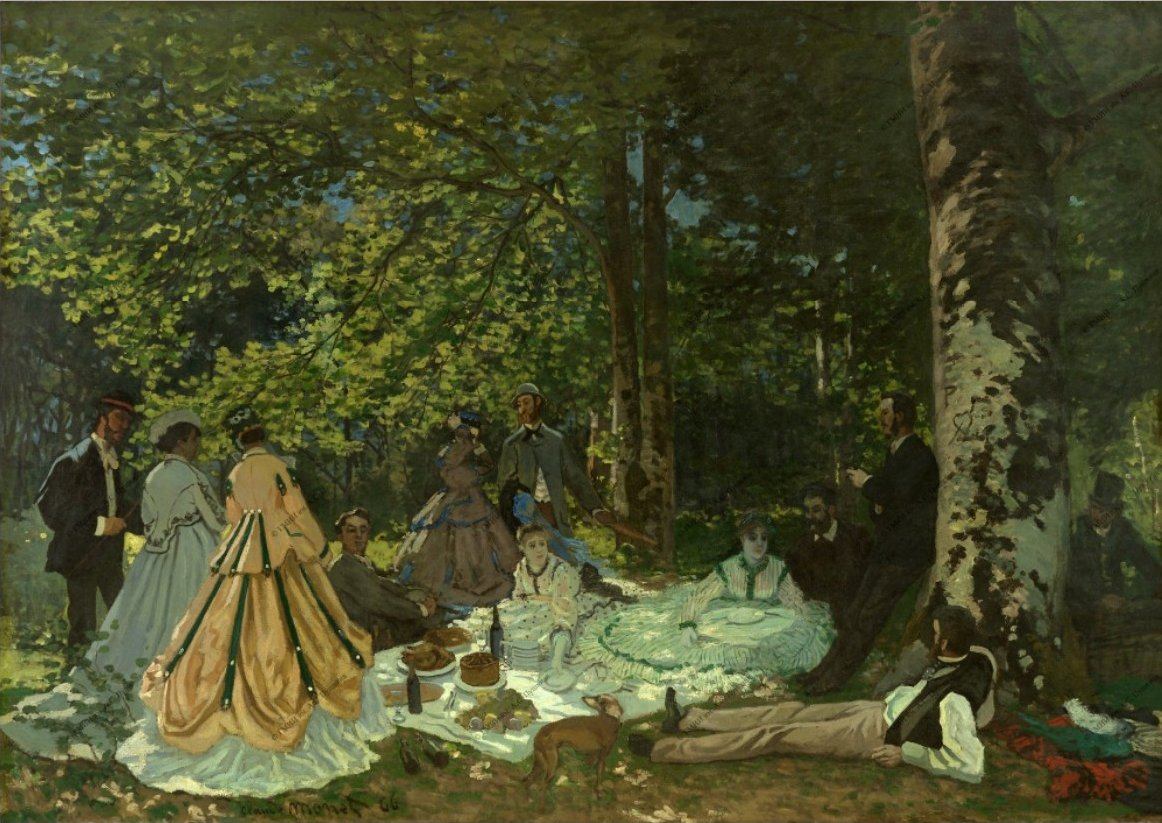
『草上の昼食（習作）』、1865年、プーシキン美術館

『草上の昼食（習作）』は、大作の下絵として描き始められたが、最終的にはひとつの作品として完成されたものであるものとされており、ロシア・モスクワにあるプーシキン美術館に所蔵されている。
最終的な構図の習作である『草上の昼食（習作）』によって、完成作の構図を推測することができる。モネは、完成作の製作に際して、一部を当時流行していたドレスや帽子に変更している。
『草上の昼食』（中央部分）の画面左端に描かれている、ひげを生やした太った男性は、『草上の昼食（習作）』には登場していない。完成作で描き入れられたこの男性は、画家のギュスターヴ・クールベがモデルだとされている。
『草上の昼食』（左部分）に描かれている男性はフレデリック・バジールがモデルであり、女性をエスコートする姿を描いた習作が残っている。画面中央に描かれた女性は、カミーユがモデルであるとされるが、異論もある。木陰に佇む彼女が身に付けている白色のドレスには、習作にはなかった赤色の装飾が加えられている。

## 評価
東京大学教授の三浦篤は、本作について、「印象派の出発点であり、歴史的にも、またモネの個人史においても転換点となる重要な作品」と評価している。